# 頓斯卡巴爾卡
47°5′30″N 30°56′37″E / 47.09167°N 30.94361°E
頓斯卡巴爾卡（烏克蘭語：Донська Балка）是位於烏克蘭西南部的村莊，由敖德萨州贝雷济夫卡区的貝雷濟夫卡市鎮負責管轄。該村始建於1845年，面積0.6平方公里，海拔高度13米，2001年人口59，人口密度每平方公里99.16人。